# Kallur, Manvi
Kallur là một làng thuộc tehsil Manvi, huyện Raichur, bang Karnataka, Ấn Độ.